# Евросфера
- Тёмно-синий: Европейский союз

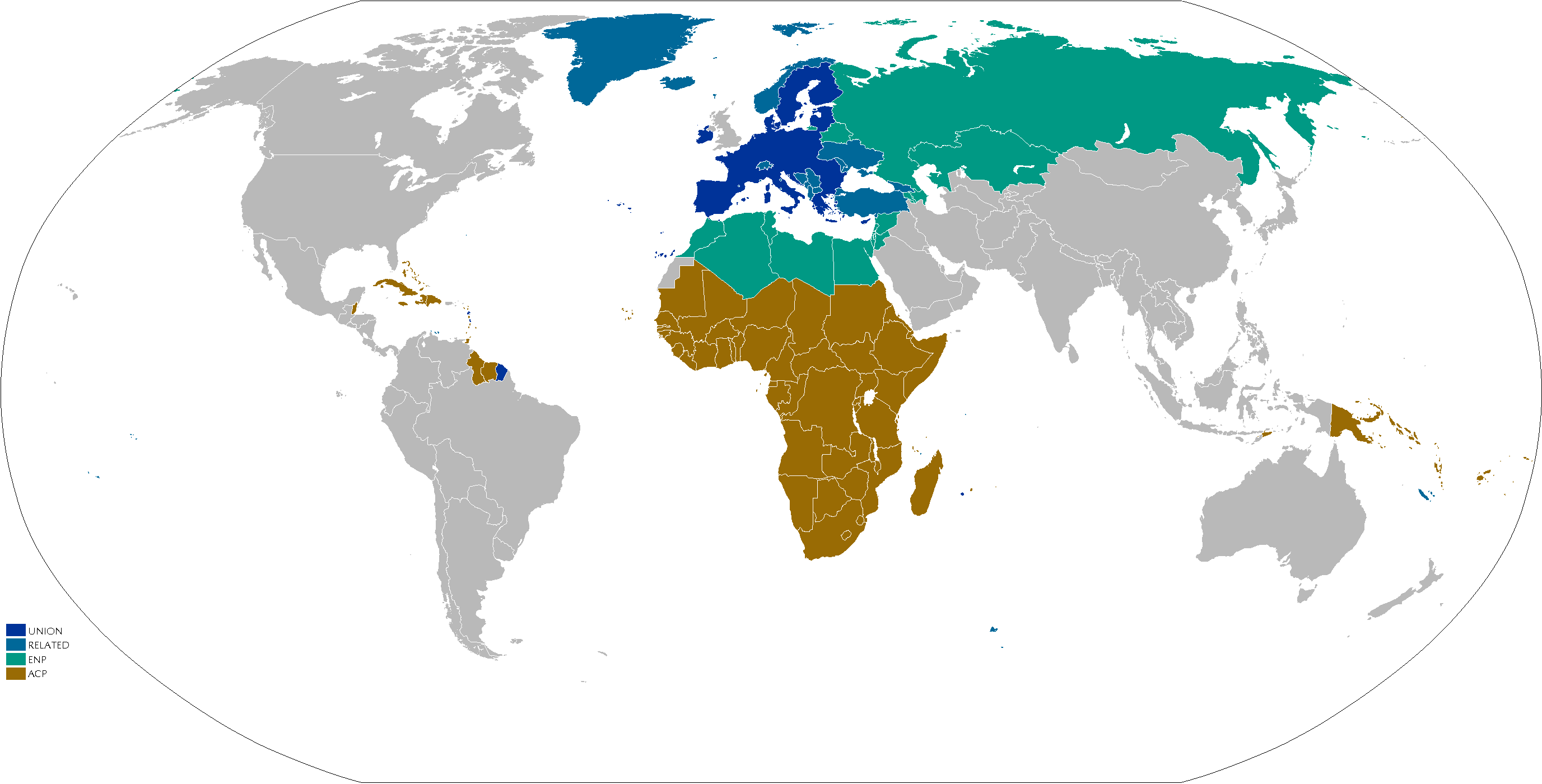
Евросфера Тёмно-синий: Европейский союз
Светло-синий: Предполагаема евросфера
Бирюзовый: Европейская политика соседства
Коричневый: Страны Африки, Карибского бассейна и Тихого океана

Евросфера или Европейская империя — это концепция, предложенная Марком Леонардом, академиком Оксфордского университета Яном Зелонка, генеральным директором Европейского союза по военно-политическим вопросам Робертом Купером и бывшим президентом Европейской комиссии Хосе Мануэлем Баррозу.

## Предпосылки
За последние 50 лет Европейский Союз расширился с 6 членов-основателей до 27; кроме того, есть 7 стран-кандидатов и потенциальных кандидатов, ожидающих присоединения: Албания, Черногория, Северная Македония, Сербия и Турция, которые являются кандидатами, а также Босния и Герцеговина, которая подала заявку и является потенциальным кандидатом, и Косово, которая тоже является потенциальным кандидатом, но не подавшая заявку на вступление. Ряд европейских стран интегрированы экономически, как часть единого европейского рынка и используют единую валюту — евро. Через своего «Верховного представителя Союза по иностранным делам и политике безопасности» ЕС имеет возможность говорить единым голосом на мировой арене, а также заключивший соглашения об ассоциации и свободной торговле со многими государствами. Кроме того, посредством Европейской политики соседства и Союза для Средиземноморья он устанавливает более тесные связи со странами на своих границах; одновременно развивая связи с другими бывшими европейскими колониями, странами АКТ.
Страны, стремящиеся к членству в ЕС, должны подвергнуться серьёзным реформам, например, реформам, наблюдаемым в Турции, такими как отмена смертной казни. Появление глобального влияния Союза и привлечение его членов было предметом ряда научных работ. Марк Леонард описывает зону влияния ЕС как «евросферу».

## Страны внутри евросферы

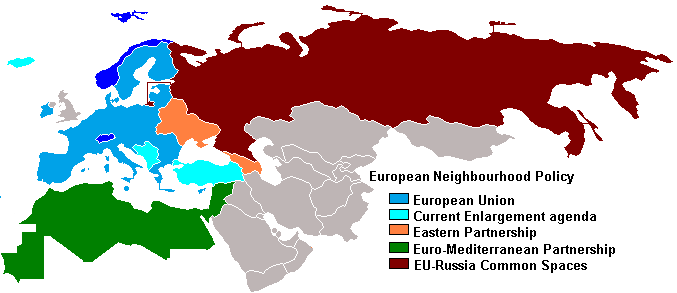
Региональные инициативы ЕС; предполагаемая евросфера, ЕПС; Восточное партнерство, Средиземноморское партнерство ЕС и общие пространства ЕС и России

По словам Марка Леонарда, евросфера включает 109 стран. В Европе это 27 государств-членов ЕС, страны-кандидаты, желающие присоединиться к ЕС, страны Западных Балкан и Европейского Содружества Независимых Государств (включая Армению, Беларусь, Грузию, Молдову, Украину и трансконтинентальный Казахстан). Любопытно, что он не упоминает страны некоторые Западной Европы, (например Норвегию), которые уже интегрированы в единый рынок ЕС. За пределами Европы он перечисляет все африканские страны и все страны Ближнего Востока, а также страны, образующие восточную границу евросферы, такие как Иран, Азербайджан и Россия.
Другие страны, которые можно было бы назвать находящимися в евросфере: это непосредственно европейские страны, страны принадлежащие к Европейской экономической зоне, такие как Исландия или Лихтенштейн, государства, использующие евро в качестве своей валюты: Андорра, Монако и Сан-Марино, или самые отдалённые регионы ЕС в Карибском бассейне, Южной Америке и Атлантике, таких как Французская Гвиана, Гваделупа, Реюньон, Мартиника и Сен-Мартен. Кроме того, заморские страны и отдаленные территории, тесно связанные с ЕС в Атлантическом, Карибском, Тихом и Южном океанах, как правило так же включены в евросферу, такие как Аруба, Бонайре, Кюрасао, Французская Полинезия, Гренландия и Сен-Пьер и Микелон.
Все вышеупомянутые страны и группы сегодня имеют прочные экономические и политические связи с ЕС.

## Цитаты
Постмодернистский, европейский ответ на угрозы — еще больше расширить систему кооперативной империи. «У меня нет другого способа защитить свои границы, кроме как расширить их», — сказала Екатерина Великая, и Европейский Союз иногда, кажется, говорит то же самое.
Роберт Купер
2003
Но следующая волна европейской трансформации только начинается. Европейский Союз начинает развивать огромную сферу влияния, выходящую далеко за его границы, которую можно было бы назвать «евросферой». Этот пояс из восьмидесяти стран, охватывающий бывший Советский Союз, Западные Балканы, Ближний Восток, Северную Африку и страны Африки к югу от Сахары и составляет 20 процентов населения мира.
Марк Леонард
2005
У нас есть первая "не-имперская империя" ... У нас есть двадцать семь стран, которые полностью решили работать вместе и объединить свои границы. Я считаю, что это прекрасное соединение, и мы должны этим гордиться.
Баррозу Жозе Мануэл
2007